# Alan Raph
Alan Raph (New York, 3 juli 1933) is een Amerikaans componist, muziekpedagoog, dirigent, trombonist, eufoniumspeler en tubaïst.

## Levensloop
Raph studeerde aan de New York-universiteit in zijn geboorteplaats New York en behaalde zijn Bachelor of Science in muziekopleiding. Vervolgens studeerde hij aan het Music Education Teachers College van de Columbia-universiteit in New York en behaalde zijn Master of Arts. Verder studeerde hij privé Nadia Boulanger, John Mehegan, Simon Karasick en Gabriel Masson.
Als trombonist (bastrombone, trombone), tubaïst, eufoniumspeler en bastrompettist was hij verbonden aan het American Symphony Orchestra, toen onder leiding van Leopold Stokowski, de Gerry Mulligan Concert Jazz Band en het ensemble Chamber Brass Players. Als freelance trombonist heeft hij vele elpee en cd-opnames gemaakt met bijvoorbeeld Quincy Jones, Don Sebesky, Philip Glass, de NBC Opera Company, Eugene Ormandy, Paul Whiteman Palais Royale Orchestra, het Ballet van het Bolsjojtheater, Diana Ross en vele anderen.
Hij was docent en later professor aan het Teachers College van de Columbia-universiteit en instructeur en associate professor aan het Queens College van de CUNY (City University of New York).
Als componist is hij werkzaam als huiscomponist van de Joffrey Ballet Company alsook van de Danbury Brass Band en als freelance componist. Hij heeft ook verschillende nummers voor het Broadway Musical Rockabye Hamlet (1976) bewerkt. Raph is lid van de American Society of Composers, Authors and Publishers (ASCAP).

## Composities

### Werken voor harmonieorkest
- Variations on a Theme by Handel, voor trombone en harmonieorkest

### Muziektheater

#### Balletten
| Voltooid in | titel   | aktes          | première                               | libretto | choreografie |
| ----------- | ------- | -------------- | -------------------------------------- | -------- | ------------ |
| 1970        | Trinity | drie bedrijven | 1970, New York, Joffrey Ballet Company |          |              |

### Kamermuziek
- Burlesque, voor trombone ensemble

### Pedagogische werken
- 26 Etudes for Bass Trombone
- Classic Vintage Studies for Trombone
- Diversified Trombone Etudes
- Introductory Melodious Etudes, voor twee trombones en piano
- Melodious Etudes for Performance
- Recital Pieces for Unaccompanied Trombone
- The Double Valve Bass Trombone
- Trombonisms

## Media
- (en)  Alan Raph: trombone tips - warmups
- (en)  Alan Raph: trombone tips - high notes
- (en)  Alan Raph: trombone tips - Bumble Bee
- (en)  Alan Raph: trombone tips - very low notes
- (en)  Alan Raph: trombone tips - The Bartok glissando
- (en)  Alan Raph: trombone tips - staccato & legato
- (en)  Alan Raph: trombone tips - double (& triple) tonguing
- (en)  Alan Raph: trombone tips - Reading jazz notation

## Publicaties
- Dance Band Reading and Interpretation, Warner Brothers Publication, 2002. 44 p., ISBN 978-0-757-92625-9
- samen met Bucky Milam: "Le" Trombone, AR Publishing Co., 1983. ISBN 978-0-9705815-0-1